# Dera Ismail Khan
Dera Ismail Khan es una localidad de Pakistán, en la provincia de Khyber Pakhtunkhwa.

## Demografía
Según estimación 2010 contaba con 111871 habitantes.